# Symfonie nr. 13 (Mozart)
Symfonie nr. 13 in F majeur, KV 112, is een symfonie van Wolfgang Amadeus Mozart. Hij schreef het stuk in Milaan in de herfst van 1771. De symfonie is geschreven in vier delen, waarvan het tweede enkel voor strijkers is geschreven. Het derde deel kan vroeger geschreven zijn en dan zijn opgenomen in de symfonie (de autograaf toont het menuet gekopieerd in Leopold Mozart zijn hand. 

Nicholas Kenyon beschrijft symphony nr. 13 als de laatste in "conventionele mode" daarna "we zijn in het begin van een andere wereld. 

De première was waarschijnlijk op een concert georganiseerd door Leopold en Wolfgang Mozart in de residentie van Albert Michael von Mayr op 22 of 23 november 1771. Op dit concert vond vermoedelijk ook de première van de twaalfde symfonie plaats.

## Orkestratie
De symfonie is geschreven voor:
- Twee hobo's.
- Twee hoorns.
- Fagot.
- Strijkers (twee violen en altviool)
- Basso continuo (cello en contrabas)

## Delen
De symfonie bestaat uit vier delen:
- I Allegro, 3/4, in F (fa groot).

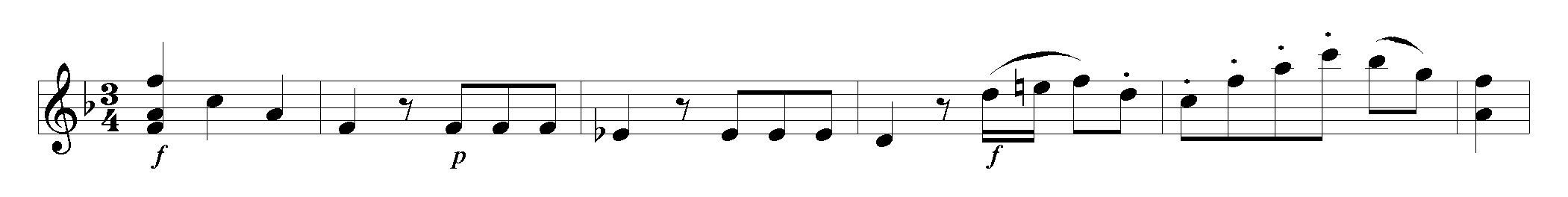
Thema van het eerste deel

- II Andante, 2/4, in Bes (si mol groot).
- III Menuetto en trio, 3/4, in F (fa groot).
- IV Molto allegro, 3/8, in F (fa groot).